# Russula parvovirescens
Russula parvovirescens (лат.) — вид грибов, включённый в род Сыроежка (Russula) семейства Сыроежковые (Russulaceae).

## Описание
Шляпка 40–60(80) мм в диаметре, достаточно правильной формы, в центре от слегка вдавленной до плоской, у края достаточно тонкая и слегка штриховатая с возрастом. Поверхность войлочно-бархатистая, матовая. Верхний слой кожицы отделяется на половину-треть радиуса, его цвет от зеленовато-коричневого до темного оливково-зелёного или металлического голубовато-зелёного. Этот слой быстро становится грубо разорванным и обычно принимает вид отдельных больших участков, между которыми обнажается волокнистая мякоть нижнего слоя кожицы, цвет которой варьирует от сероватого до синевато-зелёного или коричневато-серого.
Пластинки от широко приросших до почти свободных, их высота 4—8 мм, слегка сужаются у края шляпки, ломкие, от локально анастомозных до вильчато-разветвленных, кремового цвета.
Ножка 30–62 × 8–13 мм, стройная, цилиндрическая, гладкая, мякоть не жесткая, её длина превышает диаметр шляпки, беловатого цвета, закругленная у основания, покрывало отсутствует.
Мякоть без запаха, мягкая, белая. При действии FeSO4 внутренняя мякоть становится коричневато-оранжевой, но поверхность ножки только слегка меняет цвет.
Споровый отпечаток светло кремового цвета. Споры эллиптической формы, 7–9 × 6–7 мкм, сильно амилоидные, орнаментация сетчатая. При действии сульфованилина сразу окрашиваются в чёрный цвет, при действии KOH – в жёлтый.

## Экология и распространение
Образует микоризу с дубом и другими лиственными породами. Растет одиночно или группами. Широко распространен в лесах восточной части США.